# Adrian Morris
Pour les articles homonymes, voir Morris.
Adrian Michael Morris, né le 12 janvier 1907 à Mount Vernon (État de New York) et mort le 30 novembre 1941 à Los Angeles (Californie), est un acteur américain (parfois crédité Michael Morris).

## Biographie
Adrian Morris débute au théâtre et joue une fois à Broadway (New York) en 1928 (à 21 ans) dans Fast Life de Samuel Shipman et John B. Hyler, aux côtés de Claudette Colbert, Chester Morris (son frère, 1901-1970) et William Morris (en) (son père, 1861-1936).
Au cinéma, il contribue à soixante-dix-neuf films américains, les quatre premiers sortis en 1931, dont The Age for Love de Frank Lloyd (avec Billie Dove et Charles Starrett). Suivent notamment Me and My Gal de Raoul Walsh (1932, avec Spencer Tracy et Joan Bennett), La Forêt pétrifiée d'Archie Mayo (1936, avec Leslie Howard et Bette Davis), Les Anges aux figures sales de Michael Curtiz (1938, avec Humphrey Bogart et James Cagney), Les Raisins de la colère de John Ford (1940, avec Henry Fonda et Jane Darwell), ou encore Arènes sanglantes de Rouben Mamoulian (1941, avec Tyrone Power et Linda Darnell). 
Son dernier film est Fly-by-Night de Robert Siodmak (avec Richard Carlson et Nancy Kelly), sorti le 19 janvier 1942, moins de deux mois après sa mort prématurée, à 34 ans, d'une hémorragie cérébrale.

## Broadway (intégrale)
- 1928 : Fast Life de Samuel Shipman et John B. Hymer : Press Carroll

## Filmographie partielle

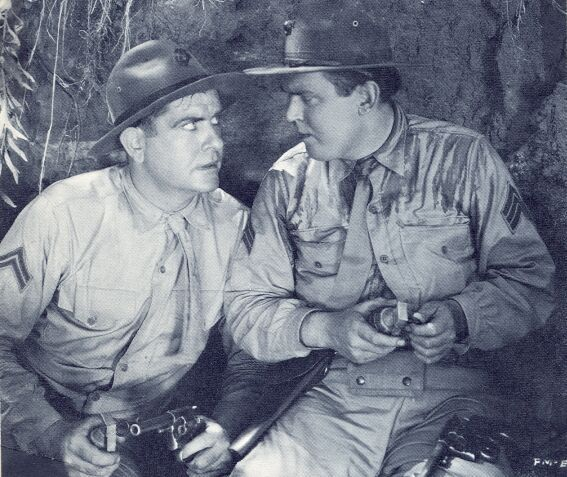
Grant Withers (à g.) et Adrian Morris,
dans L'Île des rayons de la mort (1935)

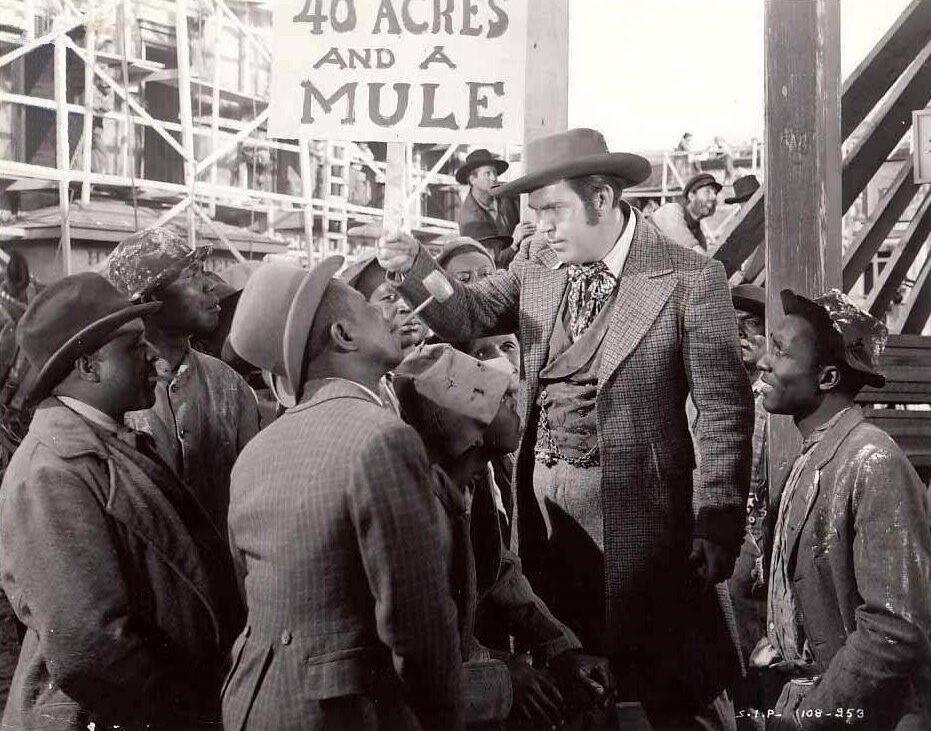
Dans Autant en emporte le vent (1939)

- 1931 : Une femme moderne (The Age for Love) de Frank Lloyd : Jeff Aldrich
- 1931 : Le Dirigeable (Dirigible) de Frank Capra : un membre d'équipage du Los Angeles
- 1931 : Arizona de George B. Seitz : un officier
- 1932 : Me and My Gal de Raoul Walsh : Allen Al
- 1933 : Bureau des personnes disparues (Bureau of Missing Persons) de Roy Del Ruth : le détective Irish Conlin
- 1933 : Le Bataillon des sans-amour (The Mayor of Hell) d'Archie Mayo : le chauffeur refusant de payer
- 1933 : Les Enfants de la crise (Wild Boys of the Road) de William A. Wellman : Buggie Maylin
- 1934 : The Pursuit of Happiness d'Alexander Hall
- 1934 : The Big Shakedown de John Francis Dillon : Trigger
- 1935 : Les Hors-la-loi (G Men) de William Keighley : un complice
- 1935 : One Frightened Night (en) de Christy Cabanne : le shérif-adjoint Abner
- 1935 : L'Île des rayons de la mort (The Fighting Marines) de B. Reeves Eason et Joseph Kane (serial) : Sergent Mack McGowan
- 1935 : Bureau des épaves (Standed) de Frank Borzage : un patron
- 1935 : Sixième Édition (Front Page Woman) de Michael Curtiz : un garde
- 1935 : Le Roman d'un chanteur (Metropolitan) de Richard Boleslawski : un électricien
- 1936 : La Forêt pétrifiée (The Petrified Forest) d'Archie Mayo : Ruby
- 1936 : Poppy d'A. Edward Sutherland : le policier Bowman
- 1937 : Sa dernière carte (Her Husband Lies) d'Edward Ludwig : Carwig
- 1937 : La Femme que j'aime (The Woman I Love) de Anatole Litvak : Marbot
- 1937 : Fifi peau de pêche (Every Day's a Holiday) d'A. Edward Sutherland : un homme de main
- 1938 : Monsieur Moto sur le ring (Mr. Moto's Gamble) de James Tinling : un policier
- 1938 : Les Anges aux figures sales (Angels with Dirty Faces) de Michael Curtiz : Blackie
- 1938 : Le Roi des gueux (If I Were King) de Frank Lloyd : Colin de Cayeulx
- 1938 : Casier judiciaire (You and Me) de Fritz Lang : Knucks
- 1939 : Descente en vrille (Tail Spin) de Roy Del Ruth : Repo Man
- 1939 : Le Retour de Cisco Kid (Return of the Cisco Kid) de Herbert I. Leeds : le shérif-adjoint Johnson
- 1939 : 6000 Enemies de George B. Seitz : Bull Snyder
- 1939 : Pacific Express (Union Pacific) de Cecil B. DeMille : un ouvrier du rail
- 1939 : Career de Leigh Jason
- 1939 : Boy Slaves de P. J. Wolfson
- 1939 : Rose de Broadway (Rose of Washington Square) de Gregory Ratoff : Jim
- 1939 : They All Come Out de Jacques Tourneur : un juge
- 1939 : Autant en emporte le vent (Gone with the Wind) de Victor Fleming et autres : un profiteur
- 1940 : Quai numéro treize (Pier 13) d'Eugene Forde : Al Higgins
- 1940 : Castle on the Hudson d'Anatole Litvak : un prisonnier
- 1940 : Les Raisins de la colère (The Grapes of the Wrath) de John Ford : le faux agent d'embauche
- 1940 : Michael Shayne, Private Detective d'Eugene Forde : Al
- 1940 : Le Gros Lot (Christmas in July) de Preston Sturges : Tom Darcy
- 1940 : Le Retour de Frank James (The Return of Frank James) de Fritz Lang : un détective à Denver
- 1941 : Arènes sanglantes (Blood and Sand) de Rouben Mamoulian : La Pulga
- 1941 : Le Tombeur du Michigan (Reaching for the Sun) de William A. Wellman : un danseur partenaire de Rita
- 1941 : Les Marx au grand magasin (The Big Store) de Charles Reisner : un déménageur de piano
- 1941 : L'Appel du Nord (Will Geese Calling) de John Brahm : un guide
- 1941 : Marry the Boss's Daughter de Thornton Freeland : un agent du métro
- 1941 : La Reine des rebelles (Belle Starr) d'Irving Cummings : l'ordonnance du major Grail
- 1942 : Le meurtrier s'est échappé (Fly-by-Night) de Robert Siodmak : l'officier John Prescott